# Antoni Prieto i Vives
Antonio Prieto i Vives (Maó, Menorca, 22 de març 1870 - Madrid, 17 de març de 1939) fou un enginyer i numismàtic menorquí, acadèmic de la Reial Acadèmia de la Història.
Era nebot de l'arabista Antoni Vives i Escudero, catedràtic de numismàtica. Llicenciat en enginyeria de camins, canals i ports, fou Inspector del Cos d'Enginyers, professor de l'Escola del Cos d'Enginyers i Comissari de Ferrocarrils. Interessat en la numismàtica andalusí, va catalogar les monedes de la Reial Acadèmia de la Història, en la que va ingressar el 1928 amb una dissertació sobre el regne de Granada. Va morir d'un tret en el front de Madrid el 17 de març de 1939 en un enfrontament entre els partidaris de Segismundo Casado i Juan Negrín.

## Obres
- Formación del reino de Granada (1928)
- Numismática qármata (1933)
- La reforma numismática de los almohades (1915)
- Los reyes de Taifas : estudio histórico-numismático de los musulmanes españoles en el siglo V de la Hégira (1926)